# Tim Dodd

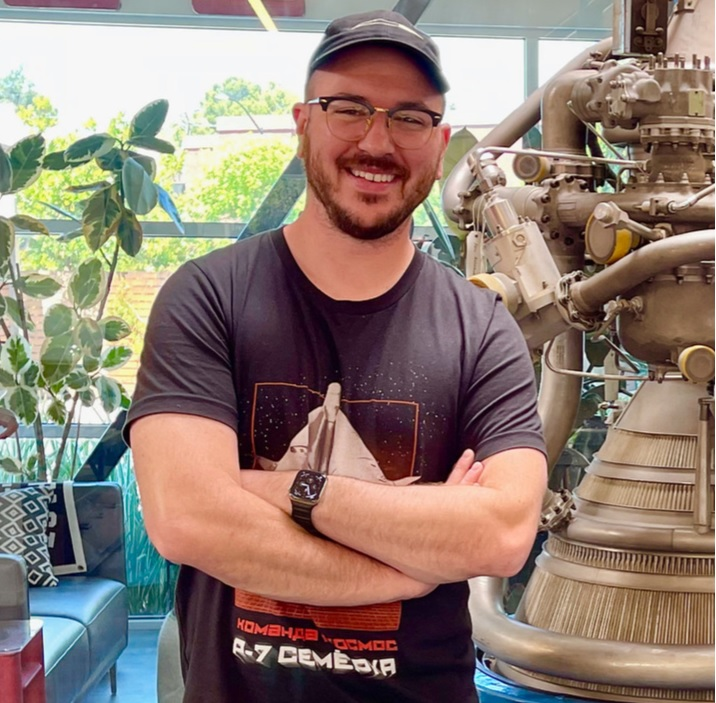
Tim Dodd (2021)

Tim Dodd (ur. 27 lutego 1985) – amerykański Youtuber, fotograf i muzyk. Znany jest pod pseudonimem Everyday Astronaut. Publikuje filmy o lotach kosmicznych na kanale YouTube o tej samej nazwie. Jego kanał ma ponad 1,5 mln subskrybentów. W 2022 został wybrany na członka załogi planowanej prywatnej misji kosmicznej dearMoon.